# گربه‌ماهی کلاروتید

گربه ماهی کلاروتید

گربه ماهی کلاروتید(انگلیسیclaroteidae)از خانواده گربه ماهی سانان میباشند.دارای اجسام نسبتا کشیده که معمولا
دارای چهار جفت هالتر و یک باله چربی بوده وخارهای باله ای سینه و پشتی قوی دارند.